# La Bouche
La Bouche este un duo german Eurodance format în Germania în 1994 de producătorul de muzică Frank Farian. Din distribuția originală a grupului fac parte americanii Melanie Thornton și Lane McRae. La Bouche și-a început cariera muzicală cu single-urile "Sweet Dreams", urmate de hiturile "Be My Lover", "I Love to Love" și "I Love to Love" și " Nu mă vei uita. În 2000, Melanie Thornton a părăsit duetul după mai multe albume de succes și a fost înlocuită de Natasha Wright. La 24 noiembrie 2001, Melanie a murit într-un accident de avion.

## Discografie

### Album
- 1995 – Sweet Dreams
- 1996 – All Mixed Up
- 1997 – A Moment of Love (conosciuto anche come "SOS")
- 2002 – The Best of La Bouche
- 2007 – La Bouche - Greatest Hits

### Single-uri
- 1994 – Sweet Dreams
- 1994 – Sweet Dreams (Euro Mixes)
- 1995 – Sweet Dreams UK
- 1995 – Be My Lover
- 1995 – Be My Lover (Euro Mixes)
- 1995 – Fallin' In Love/Sweet Dreams
- 1995 – Fallin' In Love
- 1995 – I Love To Love
- 1996 – Sweet Dreams U.S.
- 1996 – Fallin'In Love
- 1996 – Forget Me Nots
- 1996 – Bolingo (Love Is In The Air)
- 1996 – Megamix
- 1997 – You Won't Forget Me
- 1998 – You Won't Forget Me U.S.
- 1998 – A Moment of Love
- 1999 – S.O.S.
- 2000 – All I Want
- 2002 – In Your Life
- 2003 – In Your Life U.S.
- 2017 – Sweet Dreams 2017
- 2018 – Night After Night